# Carte blanche (album de DJ Snake)
Pour les articles homonymes, voir Carte Blanche.
 (juillet 2019).
Si vous disposez d'ouvrages ou d'articles de référence ou si vous connaissez des sites web de qualité traitant du thème abordé ici, merci de compléter l'article en donnant les références utiles à sa vérifiabilité et en les liant à la section « Notes et références ».
Albums de DJ Snake
Encore
(2016)
Singles
1. Magenta Riddim
Sortie : 23 février 2018
2. Taki Taki
Sortie : 28 septembre 2018
3. Try Me
Sortie : 15 mars 2019
4. SouthSide
Sortie : 22 mars 2019
5. Enzo
Sortie : 24 avril 2019
6. Loco Contigo
Sortie : 13 juin 2019
7. Fuego
Sortie : 25 juillet 2019
8. Recognize
Sortie : 30 juillet 2019
9. When the Lights Go Down
Sortie : 7 novembre 2019

Carte Blanche est le second album studio du DJ et producteur français DJ Snake, sorti le 26 juillet 2019 par Interscope Records.
Il contient 17 titres dont des collaborations avec Zomboy, ZHU, Tchami, Sheck Wes, Offset, 21 Savage, Gucci Mane, Bryson Tiller, J. Balvin, Tyga, Cardi B, Selena Gomez, Ozuna, Sean Paul, Anitta.

## Réception

### Critique
Stéphanie Binet pour Le Monde évoque un album « éclectique, alternant musiques agressives et ballades pas toujours inspirées ». Pour Éric Bureau dans Le Parisien, « Carte Blanche » est bien plus éclectique et malin que « Encore », son premier album. [Il] laisse la concurrence assez loin derrière. ».

## Liste des pistes
| Carte Blanche – Standard | Carte Blanche – Standard                                   | Carte Blanche – Standard | Carte Blanche – Standard                        | Carte Blanche – Standard | Carte Blanche – Standard | Carte Blanche – Standard | Carte Blanche – Standard | Carte Blanche – Standard | Carte Blanche – Standard |
| No                       | Titre                                                      | Auteur | Producteur(s)                                   | Durée                    |                          |                          |                          |                          |                          |
| ------------------------ | ---------------------------------------------------------- | --- | ----------------------------------------------- | ------------------------ | ------------------------ | ------------------------ | ------------------------ | ------------------------ | ------------------------ |
| 1.                       | Butterfly Effect                                           | - William Grigahcine | - DJ Snake - STANY                              | 3:24                     |                          |                          |                          |                          |                          |
| 2.                       | Quiet Storm (featuring Zomboy)                             | - William Grigahcine - Joshua Mellody | - DJ Snake - Zomboy - STANY                     | 3:45                     |                          |                          |                          |                          |                          |
| 3.                       | When the Lights Go Down                                    | - William Grigahcine | - DJ Snake - STANY                              | 3:51                     |                          |                          |                          |                          |                          |
| 4.                       | Recognize (featuring Majid Jordan)                         | - William Grigahcine - Majid Al Maskati - Jordan Ullman - Parrish Warrington - Diederik van Elsas - Krystin Watkins                                                   | - DJ Snake - Trackside - STANY                  | 3:34                     |                          |                          |                          |                          |                          |
| 5.                       | No More (featuring ZHU)                                    | - William Grigahcine - Steven Zhu - King Henry - Kennedi Lykken - Andrew Jackson - Ian Kirkpatrick                                                                    | - DJ Snake - King Henry - STANY                 | 2:46                     |                          |                          |                          |                          |                          |
| 6.                       | Made in France (featuring Tchami, Malaa & Mercer)          | - William Grigahcine - Martin Bresso - Malaa - Nicolas Mercier | - DJ Snake - Tchami - Malaa - Mercer            | 4:11                     |                          |                          |                          |                          |                          |
| 7.                       | Enzo (featuring Offset, 21 Savage, Sheck Wes & Gucci Mane) | - William Grigahcine - Khadimou Fall - Radric Delantic Davis - Kiari Kendrell Cephus - Shayaa Bin Abraham-Joseph - Coby Rhodes                                        | - DJ Snake - Yung Lunchbox - Sickdrumz          | 4:08                     |                          |                          |                          |                          |                          |
| 8.                       | Smile (featuring Bryson Tiller)                            | - William Grigahcine - Bryson Djuan Tiller - Omar Walker - Donny Flores                                                                                               | - DJ Snake - Major Seven - King BNJMN - STANY   | 3:18                     |                          |                          |                          |                          |                          |
| 9.                       | Try Me (featuring Plastic Toy)                             | - William Grigahcine - Cyril Nowakowski | - DJ Snake - Plastic Toy                        | 3:18                     |                          |                          |                          |                          |                          |
| 10.                      | Loco Contigo (featuring J. Balvin & Tyga)                  | - William Grigahcine - José Álvaro Osorio Balvín - Micheal Ray Stevenson - Justin Quiles                                                                              | - DJ Snake - STANY                              | 3:05                     |                          |                          |                          |                          |                          |
| 11.                      | Taki Taki (featuring Selena Gomez, Ozuna & Cardi B)        | - William Grigahcine - Belcalis Marlenis Almanzar - Selena Gomez - Juan Carlos Ozuna Rosado - Ava Brignol - Jorden Thorpe - Vicente Saavedra - Juan G. Rivera Vásquez | - DJ Snake - STANY                              | 3:32                     |                          |                          |                          |                          |                          |
| 12.                      | Fuego (featuring Sean Paul, Anitta & Tainy)                | - William Grigahcine - Marco Masis - Mike Sabath - Cris Chil - Camilo                                                                                                 | - DJ Snake - Tainy - STANY                      | 3:15                     |                          |                          |                          |                          |                          |
| 13.                      | Magenta Riddim                                             | - William Grigahcine | - DJ Snake - STANY                              | 3:14                     |                          |                          |                          |                          |                          |
| 14.                      | Frequency 75                                               | - William Grigahcine - Jacob Osher - Jeremy Fossy - Brendan Long - Reginald Noble - Ramirez Javier Jr.                                                                | - DJ Snake - STANY                              | 4:26                     |                          |                          |                          |                          |                          |
| 15.                      | SouthSide (featuring Eptic)                                | - William Grigahcine - Michaël Bella | - DJ Snake - Eptic - STANY                      | 4:12                     |                          |                          |                          |                          |                          |
| 16.                      | No Option (featuring Burna Boy)                            | - William Grigahcine - Damini Ogulu - Nicholas Audino - Lewis Hughes                                                                                                  | - DJ Snake - STANY                              | 3:05                     |                          |                          |                          |                          |                          |
| 17.                      | Paris (featuring GASHI)                                    | - William Grigahcine - Labinot Larry Gashi - Brandon Hamlin - Charles Stephens III                                                                                    | - DJ Snake - B HAM - Chizzy - Sickdrumz - STANY | 3:45                     |                          |                          |                          |                          |                          |
| 58:09                    |                                                            | |                                                 |                          |                          |                          |                          |                          |                          |

| Carte Blanche – Deluxe | Carte Blanche – Deluxe                                                                      | Carte Blanche – Deluxe | Carte Blanche – Deluxe                              | Carte Blanche – Deluxe | Carte Blanche – Deluxe | Carte Blanche – Deluxe | Carte Blanche – Deluxe | Carte Blanche – Deluxe | Carte Blanche – Deluxe |
| No                     | Titre                                                                                       | Auteur | Producteur(s)                                       | Durée                  |                        |                        |                        |                        |                        |
| ---------------------- | ------------------------------------------------------------------------------------------- | --- | --------------------------------------------------- | ---------------------- | ---------------------- | ---------------------- | ---------------------- | ---------------------- | ---------------------- |
| 18.                    | Loco Contigo (Remix) (featuring J. Balvin, Ozuna, Nicky Jam, Natti Natasha, Darrell & Sech) | - William Grigahcine - José Álvaro Osorio Balvín - Micheal Ray Stevenson - Justin Quiles                                       | - DJ Snake                                          | 5:41                   |                        |                        |                        |                        |                        |
| 19.                    | Loco Contigo (Cedric Gervais Remix)                                                         | - William Grigahcine - José Álvaro Osorio Balvín - Micheal Ray Stevenson - Justin Quiles                                       | - DJ Snake - Cedric Gervais                         | 4:39                   |                        |                        |                        |                        |                        |
| 20.                    | Enzo (Malaa Remix)                                                                          | - William Grigahcine - Khadimou Fall - Radric Delantic Davis - Kiari Kendrell Cephus - Shayaa Bin Abraham-Joseph - Coby Rhodes | - DJ Snake - Malaa                                  | 4:24                   |                        |                        |                        |                        |                        |
| 21.                    | SouthSide (Yultron Remix)                                                                   | - William Grigahcine - Michaël Bella                                                                                           | - DJ Snake - Eptic - Yultron                        | 3:56                   |                        |                        |                        |                        |                        |
| 22.                    | SouthSide (Riot Ten Remix)                                                                  | - William Grigahcine - Michaël Bella                                                                                           | - DJ Snake - Eptic - Riot Ten                       | 3:24                   |                        |                        |                        |                        |                        |
| 23.                    | SouthSide (Sullivan King Remix)                                                             | - William Grigahcine - Michaël Bella                                                                                           | - DJ Snake - Eptic - Sullivan King                  | 3:18                   |                        |                        |                        |                        |                        |
| 24.                    | SouthSide (Teez Remix)                                                                      | - William Grigahcine - Michaël Bella                                                                                           | - DJ Snake - Eptic - Teez                           | 3:01                   |                        |                        |                        |                        |                        |
| 25.                    | SouthSide (Ship Wrek Remix)                                                                 | - William Grigahcine - Michaël Bella                                                                                           | - DJ Snake - Eptic - Ship Wrek                      | 3:18                   |                        |                        |                        |                        |                        |
| 26.                    | Made in France (Wax Motif Remix)                                                            | - William Grigahcine - Martin Bresso - Malaa - Nicolas Mercier                                                                 | - DJ Snake - Tchami - Malaa - Mercer - Wax Motif    | 3:25                   |                        |                        |                        |                        |                        |
| 27.                    | Made in France (WUKI Remix)                                                                 | - William Grigahcine - Martin Bresso - Malaa - Nicolas Mercier                                                                 | - DJ Snake - Tchami - Malaa - Mercer - WUKI         | 3:05                   |                        |                        |                        |                        |                        |
| 28.                    | Made in France (Nitti Gritti Remix)                                                         | - William Grigahcine - Martin Bresso - Malaa - Nicolas Mercier                                                                 | - DJ Snake - Tchami - Malaa - Mercer - Nitti Gritti | 3:08                   |                        |                        |                        |                        |                        |
| 29.                    | Frequency 75 (Acraze Remix)                                                                 | - William Grigahcine - Jacob Osher - Jeremy Fossy - Brendan Long - Reginald Noble - Ramirez Javier Jr.                         | - DJ Snake - Acraze                                 | 3:04                   |                        |                        |                        |                        |                        |
| 30.                    | No More (Devault Remix)                                                                     | - William Grigahcine - Steven Zhu - King Henry - Kennedi Lykken - Andrew Jackson - Ian Kirkpatrick                             | - DJ Snake - ZHU - Devault                          | 4:17                   |                        |                        |                        |                        |                        |
| 31.                    | No Option (Kiya Remix)                                                                      | - William Grigahcine - Damini Ogulu - Nicholas Audino - Lewis Hughes                                                           | - DJ Snake - Kiya - STANY                           | 3:40                   |                        |                        |                        |                        |                        |
| 32.                    | Recognize (Mercer Remix)                                                                    | - William Grigahcine - Diederik Van Elsas - Parrish Warrington - Krystin Watkins                                               | - DJ Snake - Trackside - STANY                      | 4:36                   |                        |                        |                        |                        |                        |
| 54:56                  |                                                                                             | |                                                     |                        |                        |                        |                        |                        |                        |

## Classements et certifications
| Classement (2019)                  | Meilleure position |
| ---------------------------------- | ------------------ |
| France (SNEP)                      | 5                  |
| Autriche (Ö3 Austria Top 40)       | 69                 |
| Italie (FIMI)                      | 19                 |
| Suisse (Schweizer Hitparade)       | 27                 |
| Canada (Canadian Albums)           | 68                 |
| Allemagne (Media Control AG)       | 99                 |
| Pays-Bas (Mega Album Top 100)      | 23                 |
| Suède (Sverigetopplistan)          | 25                 |
| Belgique (Flandre Ultratop)        | 39                 |
| Belgique (Wallonie Ultratop)       | 23                 |
| Danemark (Tracklisten)             | 14                 |
| Finlande (Suomen virallinen lista) | 28                 |
| Norvège (VG-lista)                 | 21                 |

| Classement (2019) | Position |
| ----------------- | -------- |
| France (SNEP)     | 83       |

| Région                                                                                                 | Certification | Ventes/Streams |
| --- | ------------- | -------------- |
| Brésil (ABPD)                                                                                          | 3 × Platine   | 0*             |
| États-Unis (RIAA)                                                                                      | 1 × Or        | 500 000^       |
| France (SNEP)                                                                                          | 1 × Or        | 50 000*        |
| *Ventes selon la certification ^Mise en rayon selon la certification xNon précisé par la certification |               |                |